# Giuseppe Brunati
Giuseppe Brunati (Salò, 4 giugno 1794 – Puegnago del Garda, 27 novembre 1855) è stato un presbitero, letterato, storico e archeologo italiano, membro dell'Accademia salodiana degli Unanimi, fu autore di numerosissime opere.

## Biografia
Compì i suoi primi studi presso il ginnasio di Santa Giustina di Salò e nel 1813,  attratto dalla vita ecclesiastica, entrò nel seminario attiguo. Ordinato sacerdote a Brescia nel settembre del 1820, Brunati fu dapprima professore presso la scuola pubblica di Santa Giustina e poi di ermeneutica ed ebraico per sei anni al seminario di Brescia. Entrò in contatto con Antonio Rosmini, Niccolò Tommaseo e Giovanni  Stefani. Decise di diventare gesuita predicatore a Novara ed a Torino.
A Roma, nel 1832, insegnò nel collegio gesuita kircheriano, dedicandosi allo studio dell'archeologia e della etnografia. Dopo un esaurimento nervoso lasciò la Compagnia di Gesù e si dedicò a molti viaggi a scopo di studio.

## Opere
- Breve critica della antiche legislazione gentilesche e difesa della legislazione Mosaica, 1824
- Della diffusione della rivelazione fra le nazioni gentilesche prima della venuta di Gesù Cristo, 1827
- Leggendario, o vite di santi bresciani con note istorico-critiche: con note ...,  1834
- Dizionarietto degli uomini illustri della Riviera di Salò, Milano,  1837
- Notizia dei protestanti convertiti alla religione cattolica dal 1794 al 1837, pubblicato  dalla tipografia Pogliani, 1837
- Dissertazioni bibliche, pubblicato da Pogliani, 1838
- Di un'antica Stauroteca istoriata che si conserva nella vecchia cattedrale ..., 1839